# Augustyn Gorzeński

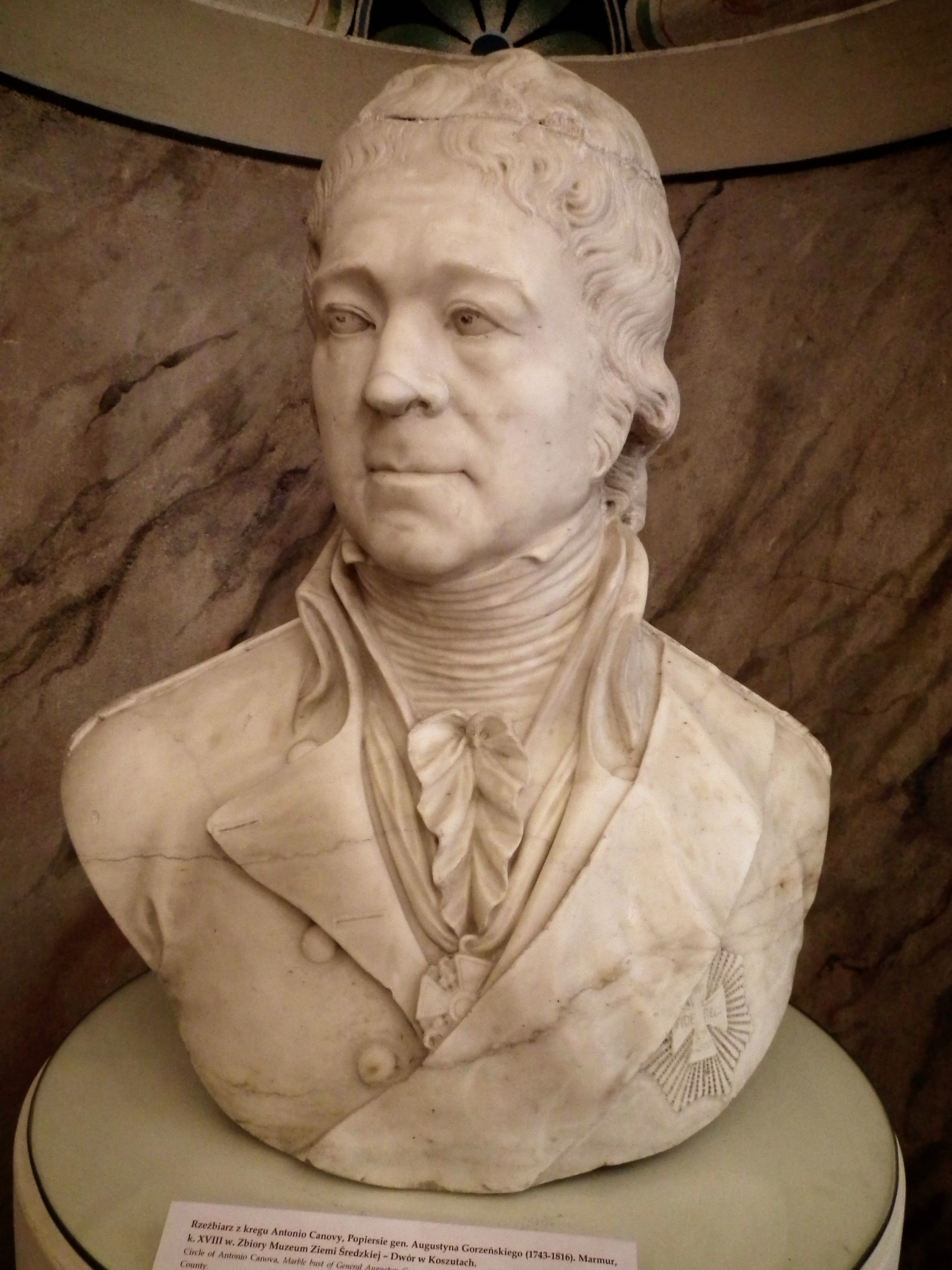
Popiersie Augustyna Gorzeńskiego, Muzeum Ziemiaństwa w Dobrzycy (artysta z kręgu Antoniego Canovy, marmur, koniec XVIII wieku)

Ignacy Augustyn Michał Gorzeński herbu Nałęcz (ur. w 1743 roku, zm. 5 czerwca 1816 roku w Warszawie) – senator Królestwa Polskiego, senator-wojewoda Księstwa Warszawskiego w 1811 roku, senator-kasztelan Księstwa Warszawskiego w 1807 roku, prezes Izby Administracji Publicznej departamentu poznańskiego w 1808 roku, podkomorzy poznański w latach 1790-1816, chorąży poznański w latach 1787-1790, stolnik poznański w latach 1780-1787, szambelan, adiutant i szef kancelarii wojskowej króla Stanisława Augusta, generał lejtnant Wojsk Koronnych i generał adiutant króla, członek Sztabu Generalnego Wojska Koronnego w 1792 roku, dziedzic dobrzycki, poseł województwa poznańskiego na Sejm Czteroletni w 1788 roku, senator-wojewoda kaliski Księstwa Warszawskiego, współtwórca Konstytucji 3 maja.

## Życiorys
Był synem Antoniego, chorążego poznańskiego, i Ludwiki Błeszyńskiej, kasztelanki bydgoskiej. Dokładna data jego urodzenia nie jest znana. Został ochrzczony 7 maja 1743 roku; na chrzcie otrzymał imiona Ignacy Augustyn Michał.
8 lutego 1774 poślubił Aleksandrę Skórzewską z Łabiszyna (1761–1801), córkę generała Franciszka Skórzewskiego i Marianny z Ciecierskich Skórzewskiej, słynnej faworyty Fryderyka II króla Prus.
W 1764 roku podpisał elekcję Stanisława Augusta Poniatowskiego z województwa kaliskiego. Konsyliarz województwa poznańskiego i województwa kaliskiego w konfederacji radomskiej w 1767 roku.
Karierę zaczął od urzędu chorążego poznańskiego. W 1778 roku mimo braku predyspozycji do działalności wojskowej kupił stopień rotmistrza kawalerii narodowej. Poseł na sejm 1778 roku z województwa poznańskiego. Był posłem poznańskim na sejm 1780 roku, wybrany sędzią sejmowym z Wielkopolski. Był komisarzem komisarzem Komisji Dobrego Porządku w Poznaniu w 1780 roku. W 1782 roku będąc stolnikiem poznańskim ponownie został posłem poznańskim i członkiem Rady Nieustającej. Członkostwo w Radzie pełnił do 1786. W 1785 ufundował pierwszy pułk ułanów w dywizji wielkopolskiej i utrzymywał go, pragnąc ażeby został przejęty przez państwo.
W 1786 został marszałkiem sejmiku średzkiego. Poseł na sejm 1786 roku i sędzia sejmowy z województwa poznańskiego. W 1788 roku był posłem Sejmu Czteroletniego. W czasach Księstwa Warszawskiego mianowany został kasztelanem, a w okresie Królestwa Polskiego senatorem-wojewodą.
18 grudnia 1788 odkupił od gen. Jana Komarzewskiego patent generalski z szefostwem regimentu i wkrótce król Stanisław August Poniatowski mianował go generałem-majorem i powierzył kierownictwo kancelarii wojskowej. 2 maja 1791 roku podpisał asekurację, w której zobowiązał się do popierania projektu Ustawy Rządowej. 
Od 1790 do 1793 dowodził regimentem 1 pieszym koronnym, a następnie pułkiem ułanów mirowskich. W dowód zasług 18 kwietnia 1791 został podkomorzym w grodzie warszawskim oraz otrzymał order Orła Białego. Od 1792 generał lejtnant.
Związany z królem Stanisławem Augustem pozostał mu wierny do końca, zmieniając jak i on poglądy i orientację. Poparł Konstytucję 3 Maja. W 1792 poplecznik targowiczan.
W 1794 poparł insurekcję kościuszkowską. W czasie powstania kościuszkowskiego skierowany na ziemię bielską i Litwę w celu przyspieszenia jej akcesu do insurekcji. Przebywając w otoczeniu T. Kościuszki pilnował interesów monarchy. Pośredniczył w układach z A. Suworowem przy ustalaniu warunków kapitulacji wojsk powstańczych i twardo interweniował aby Rosjanie ich nie naruszali. W wojsku żadnej roli nie odegrał.
W polityce słuchał żony związanej z dworem pruskim. Aby nie stracić majątku dobrzyckiego po III rozbiorze Polski złożył przysięgę poddaństwa i został mianowany honorowym generałem kawalerii pruskiej.
Po 1795 znaczna część swojej aktywności skierował ku rozbudowie rodowej siedziby. Sprowadzony przezeń z Warszawy architekt Stanisław Zawadzki zbudował w końcu XVIII w. klasycystyczny pałac w Dobrzycy (obecnie muzeum). O obliczu rezydencji, zbudowanej na murach wcześniej istniejącego obiektu, sięgającego korzeniami jeszcze połowy XV w., decydowała przede wszystkim bogata polichromowana dekoracja wnętrz autorstwa innych warszawskich artystów z kręgu dworu królewskiego – Antoniego Smuglewicza i Roberta Stankiewicza, uzupełniona sztukateriami Michała Ceptowskiego i nieznanego artysty włoskiego.
Po 1806 pełnił liczne funkcje dworskie i ziemskie: m.in. wojewoda pomorski, od 1806 członek Rządu Tymczasowego Księstwa Warszawskiego, senator-wojewoda w Królestwie Polskim.
Pomimo dwukrotnego małżeństwa (po śmierci pierwszej żony ożenił się pod koniec życia z Salomeą Błońską) nie doczekał się potomstwa i zapisał majątek generałowi Kazimierzowi Turno, synowi swej siostry Korduli Turno z Gorzeńskich. Zmarł w 1816 i pochowany został w Dobrzycy.
Był mecenasem sztuki i kolekcjonerem. Przyjaźnił się m.in. z Józefem Wybickiem (ich żony był ciotecznymi siostrami).